# مسجد امام علی (بصره)
مسجد امام علی (به عربی: جامع خطوة الإمام علی) یا مسجد قدیم بصره (به عربی: مسجد البصرة القدیم) اولین مسجدی است که در بصره عراق بنا شد و از قدیمی‌ترین مساجدی است که در تاریخ اسلام ساخته شده‌است. این مسجد در سال ۱۴ هجری قمری، سده ۷۰۰ میلادی بنا شده‌است.
این مسجد در شهر زبیر در استان بصره عراق واقع شده‌است.

## تاریخچه
مسجد قدیم بصره یا مسجد قدمگاه امام علی اولین مسجد اسلام در خارج از مکه و مدینه است که در زمان خلیفه عمر بن الخطاب، پس از فتح عراق، توسط عتبه بن غزوان والی بصره ساخته شد. ساختمان مسجد در ابتدا از تنه خرما ساخته شد، اما در آتش‌سوزی بزرگی که قسمتهایی از بصره را دربر گرفت، از بین رفت،
سپس بازسازی شد، در زمان خلافت عمر بن عبدالعزیز ساخته شد، سپس در زمان امپراتوری عباسیان در اثر سیل عظیمی که شهر بصره را درنوردید ویران شد.
پس از کوچ اکثر مردم بصره از مکان قدیمی خود به مکان جدید، از اهمیت آن کاسته شد. این مسجد شاهد مراحل مهمی در تاریخ اسلام و مسلمانان از جمله زیارت علی بن ابیطالب و عایشه بعد از جنگ جمل و خطبه زیاد بن ابیه که پترا نامیده شد و همچنین کشتار حجاج که جان صدها تن از عرب‌های برجسته بصره را گرفت.
نقل شده‌است که امام حسن، دومین امام شیعیان، نیز، در بازگشت از جنگ جمل به این مسجد وارد شده و در آنجا نماز گزارده‌است. به همین دلیل در ایام خاص، مانند ولادت امام یا عاشورا، این مسجد پذیرای زائران بسیاری است.
درالدین شیرازی، از فلاسفه و علمای شیعه، در میانه سفرش برای اعمال حج درگذشت و مقبره‌اش درهمین مسجد است.

## اسامی
این مسجد از ابتدای تأسیس تا کنون به نام‌های مختلفی از جمله مسجد جامع، مسجد قدیم بصره و مسجد قدمگاه علی بن ابی طالب شناخته شده‌است. علی هنگام ورود به بصره در سال ۳۶ هجری، در این مسجد نماز برگزار کرد و چندین خطبه ایراد کرد

## بازسازی
در سال ۲۰۰۰، مسجد به شکل حاضرش تجدید بنا شد. ساختمان جدید دیگر بر طبق معماری سابق نبود.
مسجد امام علی بصره امروزه یکی از اماکن مهم شیعه به‌شمار می‌رود که از آن بازدید می‌کنند و در آن نماز می‌خوانند. آن را مسجد قدمگاه امام علی بن ابی‌طالب می‌نامند، زیرا او در آن حضور یافته و خطبه ایراد کرده‌است.
پس از سال ۱۷ هجری قمری، در بصره آتش‌سوزی رخ داد و مسجد امام علی نیز در آن سوخت. والی، ابوموسی اشعری، آن را با خشت بازسازی کرد و سقف آن را با علف پوشاند و مساحت آن را افزایش داد.
هنگامی که زیاد بن ابیه از جانب معاویه بن ابی سفیان فرمانداری بصره را بر عهده گرفت، اقدامات متعددی برای بازسازی مسجد انجام داد و محوطه آن را گسترش داد و آن را با آجر و گچ بازسازی کرد و سقف آن از چوب ساج ساخت.

## موارد خاص
این مسجد شاهد مراحل مهمی در تاریخ اسلام و تاریخ عراق بود و در آن جلسات علمی، فقهی و زبانی تشکیل می‌شد تا اینکه بعدها به یکی از بزرگ‌ترین مؤسسات علمی تبدیل شد که علوم مختلف در آن تدریس می‌شد. نیمکت‌ها به نام علما و فقها نامگذاری شد،
در این مسجد، علی ابن ابیطالب به شاگردش کمیل بن زیاد، دعایی را آموخت که به «دعای کمیل» معروف است. پس از آن که علی آن را در مسجد خواند، کمیل آن را فرا گرفت و تعلیم داد.
این مسجد هر ساله مورد بازدید زائران مختلف از شهرهای مختلف عراق و کشورهای عربی و همچنین از ایران و پاکستان و هند قرار می‌گیرد.
در ایام خاص، مانند اربعین و سالروز درگذشت پیامبر اسلام، مراسم خاصی در این مسجد انجام می‌گیرد که شهروندان از نقاط مختلف استان بصره در آن شرکت می‌کنند.